# Batwoman (seriál)
Batwoman je americký akční televizní seriál, natočený na motivy komiksů o Batwoman vydavatelství DC Comics. Autorkou seriálu, který je součástí franšízy a fikčního světa Arrowverse, je Caroline Dries. Vysílán byl na stanici The CW v letech 2019–2022, kdy vzniklo ve třech řadách celkem 51 dílů.

## Příběh
Kate Kaneová se vrací domů do Gothamu, který se dosud nevzpamatoval ze zmizení svého strážce Batmana před třemi roky. Její otec Jacob Kane je sice velitelem soukromé bezpečnostní agentury Vrány (v originále Crows), která se vedle ne příliš efektivní policie snaží zajišťovat bezpečnost občanů, ovšem i tak je město zamořeno zločinem. Po návratu Kate zjistí, že Batmanem byl její miliardářský bratranec Bruce Wayne, takže se rozhodne sama pomoci Gothamu jako Batwoman. Hlavním protivníkem jí je gang Říše divů (v originále Wonderland Gang) v čele s jeho vůdkyní Alenkou (v originále Alice), ve skutečnosti její sestrou-dvojčetem Beth, o které si všichni mysleli, že zemřela. Po zdánlivé smrti Kate Kaneové převezme ve druhé řadě identitu Batwoman Ryan Wilderová, bývalá trestankyně a v současné době bezdomovkyně. Zatímco Alenka pátrá po své minulosti a svém spojení se záhadnou Safiyah, hlavním protivníkem se Batwoman stane Společnost Falešné tváře (v originále False Face Society) pod vedením Černé masky (v originále Black Mask).

## Obsazení
- Ruby Rose (český dabing: Barbora Šedivá) jako Kate Kaneová / Batwoman (1. řada)
  - Ve druhé řadě hrála postavu Kate Kaneové / Batwoman / Circe Sionisové jako host Wallis Day.
- Rachel Skarsten (český dabing: Martina Šťastná) jako Beth Kaneová / Alenka (v originále Alice)
- Meagan Tandy (český dabing: Tereza Císařová) jako Sophie Mooreová
- Nicole Kang (český dabing: Andrea Elsnerová) jako Mary Hamiltonová / Poison Mary
- Camrus Johnson (český dabing: Ondřej Rychlý) jako Luke Fox / Batwing
- Elizabeth Anweis (český dabing: Ivana Milbachová) jako Catherine Hamilton-Kaneová (1. řada)
- Dougray Scott (český dabing: Miroslav Hanuš) jako Jacob Kane (1.–2. řada)
- LaMonica Garrett (český dabing: Igor Bareš) jako Mar Novu / Monitor (1. řada)
- Javicia Leslie (český dabing: Irena Máchová) jako Ryan Wilderová / Batwoman (2.–3. řada)
- Victoria Cartagena (český dabing: Kateřina Peřinová) jako Renee Montoyová (3. řada)
- Robin Givens (český dabing: Petra Hobzová) jako Jada Jetová (3. řada)
- Nick Creegan (český dabing: Michal Holán) jako Marquis Jet (3. řada)

## Produkce
V květnu 2020 ohlásila Ruby Rose, představitelka titulní role, že se již nevrátí do druhé řady seriálu. Jméno nové herečky, Javicie Leslie, oznámili tvůrci seriálu v červenci 2020. Leslie ztvárnila novou postavu, Ryan Wailderovou, která se stala Batwoman. Postavu Kate Kaneové ztvárnila ve druhé řadě objevila jako host Wallis Day.

## Vysílání
| Řada | Díly | Premiéra v USA | Premiéra v USA  | Premiéra v ČR     | Premiéra v ČR   |
| Řada | Díly | První díl      | Poslední díl    | První díl         | Poslední díl    |
| ---- | ---- | -------------- | --------------- | ----------------- | --------------- |
| 1    | 20   | 6. října 2019  | 17. května 2020 | 22. prosince 2019 | 13. června 2020 |
| 2    | 18   | 17. ledna 2021 | 27. června 2021 | 7. dubna 2021     | 16. srpna 2021  |
| 3    | 13   | 13. října 2021 | 2. března 2022  | 19. března 2022   | bude oznámeno   |

Objednání seriálu Batwoman oznámila televize The CW 7. května 2019. Pilotní díl byl odvysílán 6. října 2019 a již na konci toho měsíce oznámila The CW, že seriálu objednává devět dalších dílů; první řada tedy měla být celosezónní s 22 epizodami. Dne 7. ledna 2020 televize The CW oznámila, že seriál získá druhou řadu. Kvůli pandemii covidu-19 byla první série zkrácena na 20 dílů. Druhá řada měla premiéru počátkem roku 2021. V únoru 2021 oznámila stanice The CW, že Batwoman získá třetí řadu, jejíž první díl byl uveden v říjnu 2021. V dubnu 2022 oznámila showrunnerka Caroline Dries, že byl seriál stanicí The CW zrušen.

## Související seriály
Postava Batwoman v podání Ruby Rose se ve franšíze Arrowverse objevila poprvé na konci roku 2018, kdy se představila v crossoveru „Elseworlds“.
Seriál Batwoman byl součástí pětidílného crossoveru „Crisis on Infinite Earths“ z přelomu let 2019 a 2020, který zahrnoval také všechny tehdejší seriály Arrowverse, tedy Arrow, Flash, Supergirl a Legends of Tomorrow. Nově byl přičleněn i dosud samostatně odehrávající se seriál Black Lightning. Tento crossover zároveň posloužil pro celkový reboot příběhové kontinuity celého fikčního světa Arrowverse.